# Station Wiencourt-l'Équipée
Station Wiencourt-l'Équipée is een spoorwegstation in de Franse gemeente Wiencourt-l'Équipée.